# Enegylet
Enegylet är en sjö i Bromölla kommun i Skåne och ingår i Skräbeåns huvudavrinningsområde. Sjön är 3,5 meter djup, har en yta på 0,047 kvadratkilometer och är belägen 92 meter över havet. Vid provfiske har bland annat abborre, braxen, karpfisk (obestämd) och mört fångats i sjön.

## Fisk
Vid provfiske har följande fisk fångats i sjön:
- Abborre
- Braxen
- Karpfisk obestämd
- Mört
- Sarv
- Ål